# 東京ディズニーシー バレンタイン・ナイト
東京ディズニーシー バレンタイン・ナイト（あるいは「バレンタイン・ナイト」）は、東京ディズニーシー (TDS)で開催されるバレンタインイベントの名称。2008年から毎年開催している。

## 概要
「バレンタイン・ナイト」と題したスペシャルショーをブロードウェイ・ミュージックシアターで開催する。
鑑賞には、通常のブロードウェイ・ミュージックシアターでの公演と異なり前売りの座席指定券が必要で、座席指定券と東京ディズニーシーのパスポートのセットチケットとして販売される。尚、座席指定券単体での販売は無い。
セットとなるパスポートは当初17時から入園可能なチケットのみだったが、2009年以降はパークオープン時から入園可能となるものとの選択制となり、チケット購入時に指定するようになっている。

## 2008年
- パスポートの料金は大人、中人、小人一律5000円。

開催日程
- 2008年2月
  - 2日、3日、4日、8日、11日、13日、14日、15日

公演情報
公演回数
1日2回
開演場所
ブロードウェイ・ミュージックシアター
開演時間
19:35､21:25
- 携帯電話から、メッセージを投稿すると、抽選で選ばれたメッセージが、スペシャルショーの公演中にステージ上に設置されたスクリーンに映し出された。応募の際には、前売券に記載しているスペシャルショーの座席番号の入力が必要であった。
- 携帯電話用のオリジナルのフォトフレームが公式サイトよりダウンロード可能だった。ダウンロードの際には、前売券に記載しているスペシャルショーの座席番号の入力が必要であった。
- ブロードウェイ・ミュージックシアターにてプレゼントチケットと引換えにチョコレート型チャームのプレゼントがあった。
  - このチャームは公演日によってデザインが異っていた。
- ブロードウェイ・ミュージックシアターにて、オリジナルの封筒入りメッセージカードを、チケットの所有者1人に1枚のプレゼントがあった。この封筒をパーク内のメールボックスに投函した場合、3月14日前後に郵送されるようになっていた。
- マゼランズ、レストラン櫻、S.S.コロンビア・ダイニングルームで、指定のスペシャルコースを注文した場合に、スパークリングワイン1杯（未成年者にはソフトドリンク）のプレゼントがあった。

## 2009年
2008年と同じく17時から利用可能なパスポートとのセット販売（5000円）の他、パークオープン時から利用可能なパスポートとのセット販売（7500円）、1日5組の宿泊付プラン（2Dayパスポート付き）の販売も行われた。
開催日程
- 2009年2月
  - 1日、2日、6日、7日、8日、9日、11日、13日、14日、15日

公演情報
公演回数
1日2回
開演場所
ブロードウェイ・ミュージックシアター
開場時間
18:50、20:35
開演時間
19:20､21:05
- ユカタン・ベースキャンプ・グリル、ミゲルズ・エルドラド・キャンティーナ、ザンビーニ・ブラザーズ・リストランテのいずれかで、指定のメニューを注文すると、引換券1枚ごとにチョコレート型チャームがプレゼントされた。引換券は、チケット窓口でパスポートと引き換え時もらうことができた。
  - このチャームは、開催日によってデザインが異なる。
- パークオープン時から利用可能なパスポートの場合、デザート引換券をチケット窓口でパスポートと引き換え時もらうことができた。利用可能なレストランは、マゼランズ、レストランテ・ディ・カナレット、S.S.コロンビア・ダイニングルーム。
- マゼランズ・ラウンジで期間限定のオリジナルカクテルが提供された。
  - スウィートハートドリーム：バラの香りと味の甘口
  - ファイアーサイドドリーム：ゆずジャムの甘さと香りの中に、ペッパーとショウガでスパイシーなアクセント
- バレンタイン・ナイトのオリジナルカードのプレゼントがあった。このカードをパーク内のポストに投函すると3月14日前後に郵送された。
- 公式モバイルサイトで、オリジナル携帯フォトフレームを入手できた。

## 2010年
1月30、31日、2月1、5、6、7、9、11、12、13、14日に行われた。

## 2011年
1月29、30日、2月4、5、6、7、8、11、12、13、14日に行われる通常公演の他に、黒木瞳をゲストに迎えた45歳以上のゲストを対象としたスペシャル公演の「おとなのバレンタイン・ナイト」が2月10日に公演された。
- 公式ホームページからメッセージを投稿すると、抽選で選ばれたメッセージがスペシャルショーの公演中にステージ上に設置されたスクリーンに映し出された。応募の際には、前売券に記載しているスペシャルショーの座席番号の入力が必要であった。